# Beorhtwulf di Mercia
Beorhtwulf (pronunciato [beorxtwulf], significa "lupo luminoso"; scritto anche Berhtwulf) (... – 852) fu re di Mercia, un regno dell'Inghilterra anglo-sassone, dall'839 o 840 alla sua morte.
I suoi antenati sono sconosciuti, benché potrebbe essere stato connesso a Beornwulf di Mercia che regnò in Mercia negli anni 820. Praticamente nessuna moneta venne emessa dal predecessore di Beorhtwulf, Wiglaf, ma una monetazione merciana venne ricominciata da Beorhtwulf all'inizio del suo regno, inizialmente con forti similarità con le monete di Etelvulfo del Wessex e successivamente con progetti indipendenti. I Vichinghi attaccarono entro un anno o due dalla salita al trono di Beorhtwulf: la provincia di Lindsey fu saccheggiata nell'841, e Londra, un centro chiave del commercio merciano, venne attaccata l'anno seguente. Un altro attacco vichingo a Londra nell'851 "mise Beorhtwulf in fuga" secondo la Cronaca anglosassone; i Vichinghi furono successivamente sconfitti da Etelvulfo. Questo saccheggio deve aver avuto un significativo impatto economico su Mercia, perché la monetazione di Londra fu molto ridotta dopo l'851.
Sembra che il Berkshire sia passato dal controllo merciano a quello sassone occidentale durante il regno di Beorhtwulf. Si narra che i Gallesi si ribellarono contro il successore di Beorhtwulf, Burgred, poco dopo la morte di Beorhtwulf, suggerendo che Beorhtwulf fosse stato il loro signore supremo. Gli atti del regno di Beorthwulf mostrano una relazione tesa con la chiesa, alla quale infatti Beorhtwulf confiscò la terra per poi successivamente restituirla.
Beorhtwulf e sua moglie, Sæthryth, potrebbero avere avuto due figli, Beorhtfrith e Beorhtric. Beorhtric è noto per aver sottoscritto come testimone gli atti di concessione suo padre, ma smise di farlo prima della fine del regno di Beorhtwulf. Beorhtfrith appare in fonti successive che descrivono il sio omicidio di Wigstan, il nipote of Wiglaf, in una disputa riguardo al piano di Beorhtfrith di sposare la madre vedova di Wigstan Ethelfleda. La morte di Beorhtwulf non è riportata in nessuna fonte sopravvissuta, ma si pensa che morì nell'852.

## Contesto storico e fonti

Regni britannici all'inizio del IX secolo

Per la maggior parte dell'VIII secolo, Mercia fu il regno anglosassone dominante. L'influenza merciana nei regni sud-orientali del Kent, dell'Anglia orientale e dell'Essex continuò fino all'inizio degli anni 820 sotto Cenwulf di Mercia. Tuttavia, la morte di Cenwulf nell'821 segnò l'inizio di un periodo in cui Mercia soffrì di conflitti dinastici e sconfitte militari che ridisegnarono la carta d'Inghilterra. Quattro (probabilmente cinque) re, provenienti da quelli che sembrano essere quattro diversi gruppi imparentati, dominarono Mercia per tutti i successivi sei anni. Poche informazioni genealogiche su questi re sono sopravvissute, ma poiché i nomi anglosassoni spesso includevano elementi iniziali comuni alla maggior parte o a tutti i membri di una famiglia, gli storici hanno suggerito che i gruppi imparentati in questo periodo possano essere ricostruiti sulla base della similarità dei loro nomi. Tre gruppi imparentati concorrenti sono riconoscibili negli atti di cincessione e nelle liste di regni del tempo: i gruppi C, Wig e B. Il gruppo C, che includeva i fratelli the brothers Cenwulf, Cuthred del Kent e Ceolwulf I, fu dominante nel periodo successivo alle morti di Offa di Mercia e di suo figlio Ecgfrith nel 796. Ceolwulf du deposto nel 823 da Beornwulf, forse il primo del gruppo B, che fu ucciso combattendo contro gli Angli orientali nel 826. Fu seguito da Ludeca, legato non ovviamente a uno qualsiasi dei tre gruppi, che fu ucciso in battaglia l'anno seguente. Dopo la morte di Ludeca, salì al potere il primo della famiglia dei Wig: Wiglaf, che morì nell'839 o 840.
È probabile che Beorhtwulf, che succedette al trono quell'anno, sia venuto dal gruppo B, che potrebbe aver incluso anche lo sventurato Beornrad che "tenne [il potere] per breve tempo e infelicemente" dopo l'omicidio di re Aethelbald nel 757.
Un modello alternativo di successione merciana è che un numero di gruppi imparentati potrebbero essere andati in competizione per la successione. I sottoregni degli Hwicce, dei Tomsæte e dei non identificati Gaini sono esempi di queste basi di potere. Anche le alleanze matrimoniali potrebbero aver giocato una parte. I magnati in competizione — quelli chiamati negli atti di concessione dux o "princeps" (cioè capi) — potrebbero aver portato i re al potere. In questo modello, i re merciani sono poco più che nobili dominanti.
Una fonte importante per il periodo è la Cronaca anglosassone, una raccolta di annali in antico inglese che narra la storia degli Anglosassoni. La Cronaca tuttavia fu una produzione sassone orientale e talvolta si pensa che sia sbilanciata a favore del Wessex. Sono sopravvissuti atti di concessione (privilegi) risalenti al regno di Beorhtwulf; erano documenti che concedevano terre a seguaci o ecclesiastici ed erano sottoscritti come testimoni dai re che avevano l'autorità di concedere la terra. Un privilegio poteva registrare i nomi sia di un re assoggettato che del suo grande signore nella lista dei testimoni allegata alla concessione. Tale lista di testimoni si può ad esempio vedere sul Diploma di Ismere, dove Æthelric, figlio di re Oshere degli Hwicce, è descritto come un subregulus o sottore di Aethelbald di Mercia.

## Ascesa al trono e monetazione
È possibile che Beorhtwulf sia la stessa persona del Beorhtwulf che sottoscrisse in qualità di testimone uno degli atti di concessione di Wiglaf nell'836. Se così fosse, questa sarebbe la prima apparizione di Beorhtwulf storicamente documentata. Si pensa solitamente che la sua ascesa al trono di Mercia sia avvenuta intorno all'840. La data non è indicata direttamente in nessuna delle fonti primarie, ma è nota dalle liste dei re che succedettero a Wiglaf. Lo storico D. P. Kirby usa quest'informazione come riferimento per datare la morte di Wiglaf nell'839, sulla base dei regni dei suoi successori Beorhtwulf e Burgre. È possibile che il figlio di Wiglaf, Wigmund, sia salito brevemente sul trono prima di Beorhtwulf, ma il solo argomento favorevole a quest'ipotesi è una tradizione successiva riguardo a Wigstan, figlio di Wigmund, così è incerto se ciò sia realmente avvenuto.

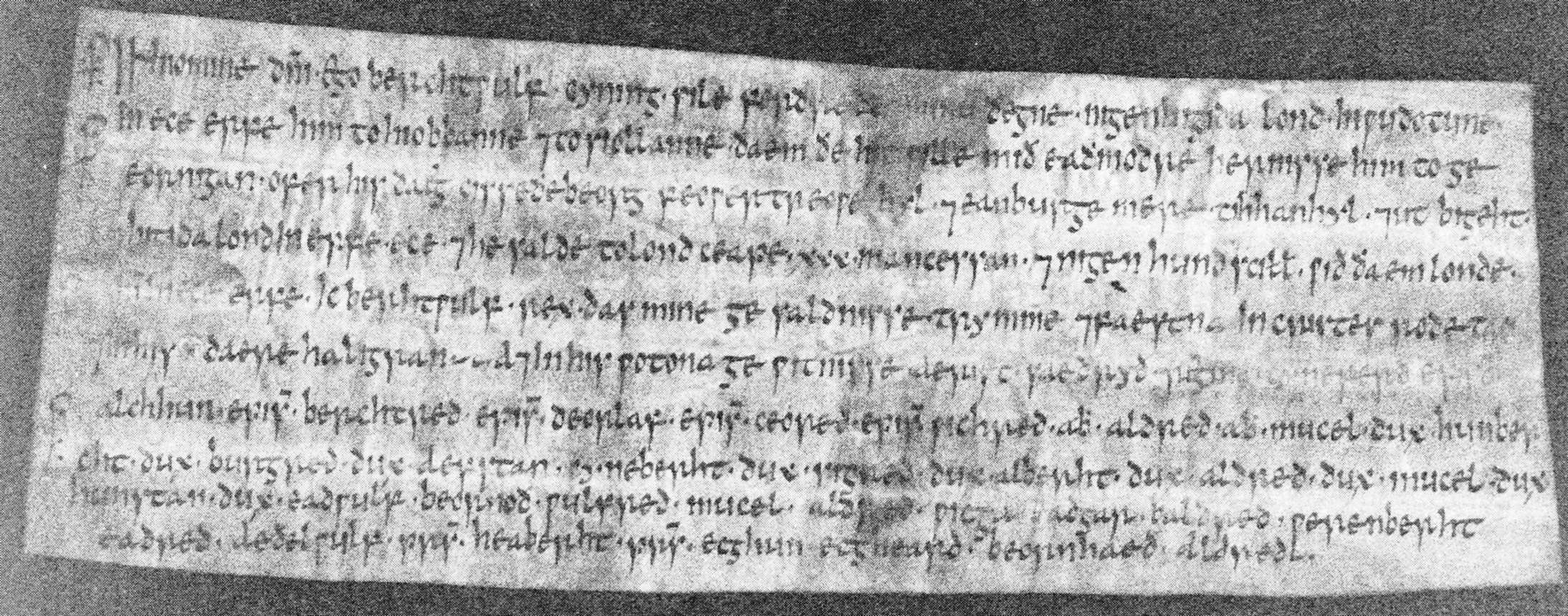
Un privilegio di Beorhtwulf dell'845 ca., che concede terre a Forthred, il suo thegn

Non si conosce quasi nessuna moneta merciana degli anni 830, dopo che Wiglaf riottenne Mercia da Egberto del Wessex. Beorhtwulf riprese una monetazione merciana all'inizio del suo regno, e l'estesa interruzione negli anni 830 ha portato a suggerire che il secondo regno di Wiglaf fosse un re cliente di Egbert, senza permesso di battere la sua monetazione. La monetazione di Beorhtwulf indicherebbe allora la sua indipendenza da Mercia. Tuttavia, solitamente si pensa di più che Wiglaf abbia ripreso Mercia con la forza. Una spiegazione alternativa per la ripresa della monetazione da parte di Beorhtwulf è che essa fosse parte di un piano di rigenerazione economica di fronte agli attacchi vichinghi. La minaccia vichinga può giustificare anche l'evidente cooperazione in materie di valuta tra Mercia e Wessex che cominciò nel regno di Beorhtwulf e durò fino alla fine del regno merciano indipendente, alla morte di re Ceolwulf II negli anni intorno all'880.
Le prime monete di Beorhtwulf furono emesse nell'841-842, e possono essere identificate come l'opera di un incisore di Rochester che produsse anche monete all'inizio del regno di Æthelwulf del Wessex. Dopo dieci anni senza alcuna monetazione, Beorhtwulf sarebbe dovuto andare fori da Mercia per trovare incisori qualificati, e Rochester era la zecca più vicina. Quindi il legame con Rochester probabilmente non indica che le monete fossero battute là; è più probabile che fossero prodotte a Londra, che era sotto il controllo merciano. Le monete successive di Beorhtwulf sono molto simili a quelle di Æthelwulf. Una moneta combina un ritratto di Beorhtwulf sul lato inverso con un disegno usato da Æthelwulf sul diritto; Questo è stato interpretato come indicante un'alleanza tra i due regni, ma è più probabile che sia stato il lavoro di un falsario o di un coniatore incolto che riutilizzava il disegno di una moneta di Æthelwulf. Una diversa monetazione appare in seguito negli anni 840, e fu probabilmente terminata dagli attacchi vichinghi dell'850-851. Ci sono anche monete senza ritratti che è probabile siano state prodotte proprio alla fine del regno di Beorhtwulf.

## Il regno
Il regno di Beorhtwulf inizia con vari attacchi: dapprima contro Gwynedd; durante la battaglia di Catill o di Cyfeiliog dell'838, Beorhtwulf uccise Merfyn Frych, re di Gwynedd, per poi sottomettere il nord del Galles.
La Cronaca anglosassone registra in seguito dei raid Vichinghi nell'841 lungo le coste sud ed est della Britannia, il che include anche la provincia merciana di Lindsey. La città di Londra, centro commerciale di Mercia, fu attaccata l'anno seguente. La Cronaca registra che vi fu un "grande massacro" a Londra e che quantità ingenti di monete furono seppellite nella città, a quell'epoca.

### Il Berkshire passa di mano
Sembra che il Berkshire sia passato dal controllo merciano ad essere parte del regno del Wessex verso la fine degli anni 840. Nell'844, Ceolred, vescovo di Leicester, assegnò a Beorhtwulf delle terre a Pangbourne, proprio nel Berkshire, ad indicare che a quella data, l'area fosse ancora sotto controllo merciano. John Asser, il quale scrive attorno all'893, pensa che il re Alfredo il Grande fosse nato fra l'847 e l'849 a Wantage nel Berkshire. Ciò implicherebbe che il Berkshire fosse stato già in precedenza sotto controllo del Wessex, anche se è possibile che il territorio fosse diviso in due regni, anche prima dell'ascensione di Beorhtwulf, ma non vi sono tracce scritte dell'accaduto. Anche dopo il cambio di controllo politico, sembra che l'ealdorman Æthelwulf rimase in carica, garantendo una transizione pacifica.
Nell'853, non molto tempo dopo la morte di Beorhtwulf, i Gallesi si ribellarono contro Burgred, ma la sollevazione fu repressa da un'alleanza fra Burgred ed Æthelwulf.

## Privilegi
Il sinodo a Croft tenuto da Wiglaf nell'836, al quale Beorhtwulf potrebbe aver partecipato, fu l'ultimo conclave di questo tipo convocato da un re merciano. Durante il regno di Beorhtwulf e da allora in poi, il regno del Wessex ebbe più influenza di Mercia sull'arcivescovo di Canterbury.  Un privilegio dell'840 fornisce prove di tipo diverso riguardo alle relazioni di Beorhtwulf con la chiesa. Il privilegio riguarda terre che erano state originariamente da Offa al monastero di Bredon nel Worcestershire. Le terre erano cadute sotto il controllo della chiesa a Worcester, ma Beorhtwulf le aveva confiscate di nuovo. Nel privilegio Beorhtwulf riconosce il diritto della chiesa alla terra, ma costringe in cambio il vescovo a una sostanziosa donazione: "quattro cavalli di prima scelta e un anello di 30 mancus e un piatto finemente lavorato di tre libbre, e due corni d'argento di quattro libbre ... [e] ... due buoni cavalli e due calici di due libre e una coppa dorata di due libbre". Questo non è un caso isolato; ci sono altri privilegi che mostrano i re merciani del tempo che si disputano la proprietà con la chiesa, come un privilegio dell'849 nel quale Beorhtwulf ricevette una concessione d'uso su una terra in affitto dal vescovo di Worcester, e promise in cambio che sarebbe stato "più saldamente l'amico del vescovo e della sua comunità" e, nelle parole dello storico Patrick Wormald, "non li avrebbe derubati in futuro". Wormald suggerisce che questo comportamento spietato potrebbe essere spiegato dal fatto che le proprietà terriere stavano diventando più difficili da trovare, in quanto tanta terra era stata concessa ai monasteri. Il problema era stato menzionato oltre un secolo prima da Beda, che in una lettera a Egberto, arcivescovo di York, si era lamentato di "una completa mancanza di luoghi dove i figli dei nobili e dei thegns veterani possano ricevere una proprietà". L'ammissione della trasgressione di Beorhtwulf suggerisce che egli non potesse fare affidamento sui suoi nobili per sostenerlo in tale contesa, e potrebbe indicare che la sua presa sul trono era insicura.
I possessori di terre avevano un obbligo verso il re di mantenerne la casa, benché potessero essere ottenute esenzioni. Un privilegio della fine degli anni 840 liberava il monastero di Breedon on the Hill dalla condizione di fornire vitto e alloggio ai servi e ai messaggeri di Beorhtwulf, inclusi "i falchi reali, i cacciatori, i cavalli e i loro attendenti". L'esenzione costava una somma sostanziosa e non liberava il monastero da ogni onere; l'obbligo di dare da mangiare ai messaggeri dei regni vicini o d'oltremare era escluso dall'esenzione.

## Fine del regno
Nell'851, un esercito vichingo sbarcò a Thanet, allora ancora un'isola, e svernò là. Si narra nella Cronaca anglosassone che una seconda forza vichinga di 350 navi abbia espugnato Canterbury e Londra e abbia "messo in fuga Beorhtwulf, re di Mercia, con il suo esercito". I Vichinghi furono sconfitti da Æthelwulf e dai suoi figli, Æthelstan ed Æthelbald, ma sembra che l'impatto economico sia stato significativo, poiché la monetazione merciana a Londra fu molto limitata dopo l'851.
Nessuna fonte contemporanea sopravvissuta registra la morte di Beorhtwulf, ma secondo la Cronaca anglosassone il suo successore, Burgred, regnò per ventidue anni e fu scacciato dal suo trono dai Vichinghi nell'874, implicando che Beorhtwulf sia morto nell'852. Dai privilegi di Burgred si sa che il suo regno incominciò prima del 25 luglio 852. È stato suggerito che un re altrimenti ignoto di nome Eanred possa aver regnato brevemente tra Beorhtwulf e Burgred; le prove di questo consistono però unicamente in un penny con l'iscrizione "EANRED REX", che ha similarità con alcuni dei penny di Beorhtwulf ed Æthelwulf e che quindi si pensa sia stato prodotto dopo l'850. Il solo re Eanred registrato governò in Northumbria e si ritiene che sia morto nell'840, benché sia stata proposta una cronologia alternativa per i re northumbriani che eliminerebbe questa discrepanza. Generalmente il penny è considerato appartenere a "un ignoto sovrano di un regno meridionale", e non si può assumere che un Eanred sia succeduto a Beorhtwulf.

## Famiglia
Beorhtwulf fu sposato con Sæthryth, apparentemente una figura di una certa importanza per meriti propri in quanto sottoscrisse come testimone tutti i privilegi del marito tra l'840 e l'849, dopo di che scompare dai documenti. Si dice che Beorhtwulf abbia avuto due figli, Beorhtfrith e Beorhtric. Beorhtric è noto per aver sottoscritto come testimone i privilegi del padre, ma cessò di farlo prima della fine del regno di Beorhtwulf.
La storia dell'altro figlio conosciuto di Beorhtwulf, Beorhtfrith, è narrata nella Passio sancti Wigstani, che potrebbe includere materiale da una fonte del tardo IX secolo, con qualche convalida nella cronaca di John di Worcester. Beorhtfrith desiderava sposare l'erede reale Ælfflæd, figlia di re Celwulf, vedova del figlio di Wiglaf Wigmund e madre di Wigstan. Wigstan però rifiutò di acconsentire al matrimonio, poiché Beorhtfrith era un consanguineo di Wigmund ed era anche il padrino dello stesso Wigstan. Per vendetta, Beorhtfrith assassinò Wigstan, che fu successivamente venerato come santo. La storia, benché di origine tarda, è considerata plausibile dagli storici moderni.